# Grevillea willisii
Grevillea willisii är en tvåhjärtbladig växtart som beskrevs av R. V. Smith & Mcgill.. Grevillea willisii ingår i släktet Grevillea och familjen Proteaceae. Inga underarter finns listade i Catalogue of Life.